# Birgitta Tullberg
Anna Birgitta Tullberg, tidigare Birgitta Sillén-Tullberg, född 2 januari 1952 i Stockholm, död 6 oktober 2017 i Stockholm, var en svensk ekolog.
Tullberg disputerade 1982 vid Stockholms universitet, där hon senare blev professor i evolutionär ekologi.
Hennes forskning undersökte hur skilda egenskaper hos besläktade arter har utvecklats under olika ekologiska förhållanden, bland annat genom att studera hur insekters försvarsmekanismer utvecklats. Hon forskade även kring könsskillnader och omvårdnadsbeteenden hos ryggradsdjur, samt om evolution av mänskligt beteende. Inom det senaste området skrev hon bland annat med koppling till etik, även populärvetenskapliga skrifter, bland annat boken Naturlig etik: en uppgörelse med altruismen (1994; tillsammans med sin make, ekonomen Jan Tullberg).
20 januari 2010 invaldes Tullberg som ledamot av Kungliga Vetenskapsakademien. Hon är begravd på Galärvarvskyrkogården i Stockholm.